# 畠山義豊
畠山 義豊（はたけやま よしとよ）は、戦国時代初期の武将、守護大名。河内守護。畠山氏の一派である総州家当主で、畠山義就の次男で修羅の弟、義英の父。
初名は基家（もといえ）、のち父の「義」の字を取って義豊に改名（時期は不明）。通称は次郎、官位は弾正少弼。

## 生涯
文明15年（1483年）、兄の修羅が早逝したため、後継者に定められた。
文明17年（1485年）、元服した。
延徳2年（1490年）12月12日、父の病没により、跡を継ぐ。
父の長年の政敵である畠山政長（尾州家）が一時管領を務めるなど、室町幕府の中枢にいたため、明応2年（1493年）に10代将軍足利義材と政長を主力とした幕府軍の追討を受けた。だが、遠征直前の明応元年（1492年）に義材・政長と対立していた管領細川政元と密約を結んでいたため、政元によるクーデター（明応の政変）が勃発し、逆に義材を捕らえ政長を自刃に追い込んだ。
これにより、畠山家の家督と河内の守護職を一時的に手に入れたが、政長の子・畠山尚順は紀伊に逃れて反撃の機会を伺い、双方共に小競り合いを繰り返した。
明応6年（1497年）、家臣の遊佐氏と誉田氏が内紛を起こし、9月にこれに乗じた尚順が紀伊で挙兵、10月に河内高屋城を尚順に落とされ山城へ逃亡した。
11月、大和国人で与党の越智家栄・家令父子と古市澄胤が、尚順に呼応した筒井順賢・十市遠治らに敗れて没落、河内・大和を尚順に奪われ追い詰められていった。
河内を失った後も政元の支持の下、尚順と戦ったが、劣勢を覆せず、明応8年（1499年）1月30日に河内十七箇所で戦死した。
息子の義英は逃亡、勢いに乗った尚順は近江に進軍した義材及び南山城に駐屯した大和国人衆と呼応して政元を挟み撃ちにしたが、政元の反撃に遭い各個撃破され紀伊へ敗走した。義英は河内へ戻れたが、尚順は以後も反乱を起こし、総州家と尾州家の対立は継続していった。

## 墓所
墓所は現在の大阪府寝屋川市・枚方市の境に築かれたが改葬され、寝屋川市の成田山大阪別院明王院に祀られている。

## 偏諱を与えた人物
基家時代
- 遊佐家盛

義豊時代